# Le Monteil, Haute-Loire

Le Monteil este o comună în departamentul Haute-Loire, Franța. În 2009 avea o populație de 593 de locuitori.